# Södermanlands landskapsvapen
Södermanlands landskapsvapen är: I fält av guld en upprest svart grip med röd beväring. Vapnet kröns i likhet med alla landskapsvapen av en hertiglig krona.
Vapnet skapades till Gustav Vasas liktåg 1560, och har sedan dess behållit sin utformning, även om det konstnärliga avbildandet har varierat något. Södermanlands län för ett vapen identiskt med detta, men med kunglig krona istället för hertiglig. Vapnet ingår också i förkortad version i vapnet för Stockholms län tillsammans med Upplands landskapsvapen och Stockholms stadsvapen.
Vapenbilden används även som landskapsflagga för Södermanland.

## Bildgalleri

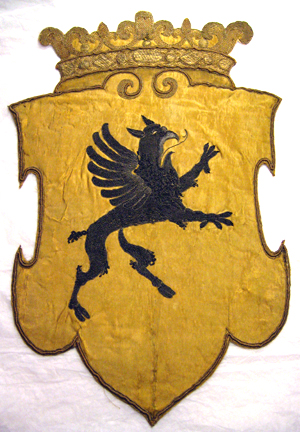
Södermanlands vapen, broderat för schabrak burna av sorgehästarna på Gustav II Adolfs begravning 1633 (1634).
Södermanlands flagga